# مسجد آق اولر
مسجد آق اولر مربوط به دوره قاجار است و در شهرستان طوالش، روستای آق اولر واقع شده و این اثر در تاریخ ۲۵ اسفند ۱۳۷۹ با شمارهٔ ثبت ۳۳۶۶ به‌عنوان یکی از آثار ملی ایران به ثبت رسیده است.